# Кианиан, Реза
Реза Кианиан (перс. رضا کیانیان‎; род. 19 июня 1951, Тегеран) — иранский актер. Имеет различные награды, включая: два Crystal Simorgh, премию Hafez Award и две премии Iran Cinema Celebration Awards.

## Ранний период жизни
Является вторым ребёнком в семье из 7 детей: у него 4 брата и 2 сестры. Когда ему был 1 год, его семья переехала в Мешхед. Первым учителем актёрского мастерства был его старший брат Давуд. В 1965 году Давуд был режиссёром и репетитором Резы в его первой роли в пьесе под названием Az Paa Nayoftadeha, написанной Голамхосейном Саэди. Продолжал работать с театральной труппой Давуда в течение следующих 3 лет, когда вернулся в Тегеран, чтобы изучать изящные искусства в Тегеранском университете, который окончил в 1976 году. Реза Кианиан женился на Хаеде 21 марта в 1983 году в Навруз.

## Карьера

### Театр
Начал актёрскую карьеру в театре, начав играть в 1965 году, когда ему было всего 15 лет. Позже выходил на сцену в постановках таких пьес, как: «Антигона», «Мелкая буржуазия», «Фигуры Саймона Маши», «Женитьба Миссисипи», «Воспоминание о песчаных годах» и многих других. В апреле 2010 года, после шестилетнего перерыва в театре, вернулся на сцену под руководством Атилы Песьяни в «Профессоре Bvbvs».

### Телевидение
Также снялся в нескольких телесериалах. Играл персонажа «Джамшида» в телесериале «Последний кадр» режиссёра Мохсена Шахмохаммади. После выхода телесериала наряды и прически в стиле «Джамшида» стали популярными среди молодежи Ирана. В «Английском мешке» и «Мятежных годах» изобразил старого священнослужителя и судью соответственно, которые считаются его самыми противоречивыми ролями на сегодняшний день.

## Другие начинания
Помимо актерской карьеры, также является художником, скульптором и сценографом. Декорации к фильму «Лотос»  принесли ему награду на кинофестивале Фаджр в 1998 году. Его фотографии и картины были представлены на двух выставках в 2008 и 2010 годах, а также на более чем пяти групповых выставках. В 2007 году также провёл персональную выставку скульпторов. В 2012 году был участником первого в истории аукциона «Кристис» в Тегеране. Аукцион прошёл с аншлагом, выручка составила более 1 миллиона долларов США.